# 昂卡尔站
昂卡尔站（Hankar）是布鲁塞尔地铁5号线的车站，位于比利时布鲁塞尔首都大区奥德海姆。

## 名称
该站得名于附近的罗贝尔·昂卡尔男爵广场，其以EGIMO公司董事会主席罗贝尔·昂卡尔男爵的名字命名。